# Yves Dautricourt
Yves Dautricourt est le huitième président du Cercle Bruges KSV, un club de football belge basé dans la ville de Bruges. Il est le fils aîné d'un ancien président et membre fondateur du Cercle, Paul Dautricourt.

## Présidence du Cercle de Bruges
Contrairement à ses deux frères, Jacques et Réginald, Yves Dautricourt ne joue aucun match avec l'équipe première, préférant se consacrer à la gestion quotidienne de l'association.
Il prend la direction de l'association en 1950 à la mort d'Edgard De Smedt, alors que l'équipe évolue en Division 1, le deuxième niveau national à l'époque. Deux ans plus tard, à la suite d'une réforme des séries nationales, le Cercle est relégué pour la première fois de son Histoire en Division 3, le troisième niveau national. En 1953, il cède sa place à Pierre Vandamme, échevin et président de la société de gestion du Port de Zeebruges. Il reste ensuite membre du conseil d'administration de l'ASBL gérant la destinée du club pendant de nombreuses années.

### Sources et liens externes
- « Les présidents du Cercle de Bruges à travers les années », sur Site officiel du Cercle (consulté le 6 mars 2012)